# Duurzaam Schagen
Duurzaam Schagen is een Nederlandse lokale politieke partij in de gemeente Schagen, provincie Noord-Holland. Ze is niet gebonden aan landelijke politieke partijen en organisaties.
De partij omschrijft zichzelf op haar website als volgt: "Duurzaam Schagen is een plaatselijke partij die opkomt voor Schager belangen en zich richt op een duurzame samenleving. Hieronder verstaan wij: sociale rechtvaardigheid, een duurzame economie en een manier van leven die aangepast is aan de draagkracht van de natuur."
In 2002 leverden de gemeenteraadsverkiezingen de partij 6 raadszetels en een wethouder op. Op 1 augustus 2002 overleed plotseling mede-oprichter en drijvende kracht Jack Manneveld. Dit was een grote slag die veel tijd kostte om te verwerken, zowel emotioneel als op politiek-organisatorisch vlak. Bij de verkiezingen van 2006 verloor de partij aanzienlijk en kwam uit op 2 zetels in de gemeenteraad.